# Pleromelloida conserta
Pleromelloida conserta là một loài bướm đêm thuộc họ Noctuidae. Nó được tìm thấy ở British Columbia tới California, phía đông đến Utah, phía bắc đến Saskatchewan.
Sải cánh dài 30–33 mm. Con trưởng thành bay vào spring. Có một lứa một năm.
Ấu trùng ăn lá các loài Symphoricarpos, bao gồm Symphoricarpos albus.